# Ga Ba Son
Ga Ba Son là một trong những nhà ga tàu của Tuyến số 1 và tuyến Tramway 1, nằm tại khu trung tâm phức hợp Sài Gòn – Ba Son (trước đây là khu xưởng đóng tàu Ba Son), phường Sài Gòn, Thành phố Hồ Chí Minh.

## Lịch sử
Nha Ga dự kiến khai trương vào năm 2024.

## Bố trí ga
| G                               | Mặt đất                                                         | Lối vào/ Lối ra                                                                     |
| B1 Tầng trung chuyển            | Tầng 1                                                          | Khu bán vé, khu thương mại, khu bộ phận kỹ thuật, khu cổng ra vào và cổng kiểm soát |
| B2 Tầng ke ga                   | Ke ga 1                                                         | ← L1 Tuyến 1 đi Nhà hát Thành phố (Hướng đi Bến Thành)                              |
| Ke ga đảo, cửa sẽ mở ở bên trái |                                                                 |                                                                                     |
| Ke ga 2                         | L1 Tuyến 1 đi Công viên Văn Thánh (Hướng đi Bến xe Suối Tiên) → |                                                                                     |

## Kết nối

### Xe buýt
Ga Ba Son kết nối với các tuyến xe buýt  44, 56 và 88 tại trạm Ba Son trên đường Tôn Đức Thắng.

## Vùng xung quanh
- Thảo Cầm Viên Sài Gòn
- Khách sạn Bay Hồ Chí Minh
- Vinschool Golden River
- Đại Học Sài Gòn Cơ sở 2
- Đan viện Cát Minh Sài Gòn
- Đại Chủng Viện Thánh Giuse Sài Gòn